# Lista de episódios de Charlie and Lola

Charlie and Lola é uma série de animação britânica baseada na popular série de livros infantis ilustrados de mesmo nome, de Lauren Child. Foi ao ar de 7 de novembro de 2005 a 24 de abril de 2008. A animação usa um estilo de colagem que simula o estilo dos livros originais.

## Resumo da série
| Temporada | Temporada          | Episódios | Episódios | Originalmente exibido  | Originalmente exibido  |
| Temporada | Temporada          | Episódios | Episódios | Estreia da temporada   | Final da temporada     |
| --------- | ------------------ | --------- | --------- | ---------------------- | ---------------------- |
|           | 1                  | 26        | 26        | 7 de novembro de 2005  | 12 de dezembro de 2005 |
|           | 2                  | 26        | 26        | 1 de maio de 2006      | 20 de abril de 2007    |
|           | 3                  | 26        | 26        | 17 de novembro de 2007 | 24 de abril de 2008    |
|           | Especiais sazonais | 2         | 2         | 25 de dezembro de 2006 | 3 de novembro de 2007  |

## Episódios

### Primeira temporada (2005)
| N.º na série | N.º na temp. | Título | Dirigido por | Escrito por                 | Storyboard por   | Exibição original      |
| ------------ | ------------ | --- | ------------ | --------------------------- | ---------------- | ---------------------- |
| 1            | 1            | "Eu Nunca Vou Comer o Tomate" "I Will Not Ever Never Eat a Tomato"                                              | Kitty Taylor | Bridget Hurst e Carol Noble | Chris Drew       | 7 de novembro de 2005  |
| 2            | 2            | "Eu Consigo Fazer Tudo, Tudo Sozinha" "I Can Do Anything That's Everything All on My Own"                       | Kitty Taylor | Bridget Hurst e Carol Noble | Eleanor James    | 8 de novembro de 2005  |
| 3            | 3            | "Eu não Estou com Sono" "I Am Not Sleepy and I Will Not Go to Bed"                                              | Kitty Taylor | Samantha Hill               | Trevor Ricketts  | 9 de novembro de 2005  |
| 4            | 4            | "Esse Livro É Meu" "But That is My Book"                                                                        | Kitty Taylor | Bridget Hurst e Carol Noble | Simon Williams   | 10 de novembro de 2005 |
| 5            | 5            | "Eu Sou o Sol" "There is Only One Sun and That is Me!"                                                          | Kitty Taylor | Bridget Hurst e Carol Noble | Kevin Molloy     | 11 de novembro de 2005 |
| 6            | 6            | "Vamos Cuidar do seu Cachorro" "We Do Promise Honestly We Can Look After Your Dog"                              | Kitty Taylor | Bridget Hurst e Carol Noble | Barry Baker      | 14 de novembro de 2005 |
| 7            | 7            | "Eu Ganhei. Não Eu Ganhei..." "I've Won, No I've Won, No I've Won"                                              | Kitty Taylor | Dave Ingham                 | Chris Drew       | 15 de novembro de 2005 |
| 8            | 8            | "Eu Gosto do Meu Cabelo Exatamente do Jeito que Ele É" "I Like My Hair Completely the Way It Is"                | Kitty Taylor | Samantha Hill               | Kevin Molloy     | 16 de novembro de 2005 |
| 9            | 9            | "Eu Realmente não Estou Nadica de Nada Bem" "I'm Really Ever So Not Well"                                       | Kitty Taylor | Dave Ingham                 | Simon Williams   | 17 de novembro de 2005 |
| 10           | 10           | "Estou Indo Já Estou Quase, Quase Pronta" "I Am Hurrying I'm Almost Nearly Ready"                               | Kitty Taylor | Samantha Hill               | Jacques Gauthier | 18 de novembro de 2005 |
| 11           | 11           | "Boo! Te Assustei!" "BOO! Made You Jump!"                                                                       | Kitty Taylor | Dave Ingham                 | Trevor Ricketts  | 21 de novembro de 2005 |
| 12           | 12           | "O Piquenique mais Incrível de Todo o Mundo" "The Most Wonderfullest Picnic in the Whole Wide World"            | Kitty Taylor | Carol Noble                 | Kevin Molloy     | 22 de novembro de 2005 |
| 13           | 13           | "Não Fui Eu!" "It Wasn't Me!"                                                                                   | Kitty Taylor | Carol Noble                 | Barry Baker      | 23 de novembro de 2005 |
| 14           | 14           | "É um Segredo" "It's a Secret..."                                                                               | Kitty Taylor | Dave Ingham                 | Trevor Ricketts  | 24 de novembro de 2005 |
| 15           | 15           | "Eu Adoro Ir pra Casa da Vovó e do Vovô" "I Love Going to Granny and Grandpa's It's Just That..."               | Kitty Taylor | Bridget Hurst               | Kevin Molloy     | 25 de novembro de 2005 |
| 16           | 16           | "Eu Não Quero que Meu Dente Mole Caia, Nunca Nunquinha" "I Do Not Ever, Never Want My Wobbly Tooth to Fall Out" | Kitty Taylor | Samantha Hill               | Chris Drew       | 28 de novembro de 2005 |
| 17           | 17           | "Diga Xis!" "Say "Cheese""                                                                                      | Kitty Taylor | Samantha Hill               | Trevor Ricketts  | 29 de novembro de 2005 |
| 18           | 18           | "Eu não Gosto mesmo de Aranhas" "I'm Just Not Keen on Spiders"                                                  | Kitty Taylor | Dave Ingham                 | Jacques Gauthier | 30 de novembro de 2005 |
| 19           | 19           | "Eu Adoro a Neve Ela É Sensacional" "Snow is My Favourite and My Best"                                          | Kitty Taylor | Samantha Hill               | Trevor Ricketts  | 1 de dezembro de 2005  |
| 20           | 20           | "Você não Vai Gostar Muito Desse Presente Tanto Quanto Eu!" "You Won't Like This Present as Much as I Do!"      | Kitty Taylor | Carol Noble                 | Chris Drew       | 2 de dezembro de 2005  |
| 21           | 21           | "Preciso Levar Tudo, Tudinho Mesmo" "I Must Take Completely Everything"                                         | Kitty Taylor | Bridget Hurst               | Kevin Molloy     | 5 de dezembro de 2005  |
| 22           | 22           | "Eu Quero Tocar Música Também" "I Want to Play Music Too"                                                       | Kitty Taylor | Dave Ingham                 | Trevor Ricketts  | 6 de dezembro de 2005  |
| 23           | 23           | "Eu Estou Mais que Ocupadíssima" "I'm Far Too Extremely Busy"                                                   | Kitty Taylor | Samantha Hill               | Chris Drew       | 7 de dezembro de 2005  |
| 24           | 24           | "Quero ser Grande" "I Want to Be Much More Bigger Like You"                                                     | Kitty Taylor | Carol Noble                 | Kevin Molloy     | 8 de dezembro de 2005  |
| 25           | 25           | "Minha Pequena Cidade" "My Little Town"                                                                         | Kitty Taylor | Dave Ingham                 | Trevor Ricketts  | 9 de dezembro de 2005  |
| 26           | 26           | "Eu Sou Um Jacaré" "But I Am an Alligator"                                                                      | Kitty Taylor | Bridget Hurst               | Chris Drew       | 12 de dezembro de 2005 |

### Segunda temporada (2006–2007)
| N.º na série | N.º na temp. | Título                                                                                       | Exibição original       |
| ------------ | ------------ | -------------------------------------------------------------------------------------------- | ----------------------- |
| 27           | 1            | "O Quarto não Está Nenhum Pouquinho Bagunçado" "It is Absolutely Completely Not Messy"       | 1 de maio de 2006       |
| 28           | 2            | "Eu Espio com Meus Olhinhos" "I Spy with My Little Eyes"                                     | 1 de maio de 2006       |
| 29           | 3            | "Sou Extremamente Mágica" "I Am Extremely Magic"                                             | 6 de maio de 2006       |
| 30           | 4            | "Quantos Minutos Faltam?" "How Many More Minutes?"                                           | 6 de maio de 2006       |
| 31           | 5            | "Essa Festa É Minha" "This is Actually My Party"                                             | 22 de maio de 2006      |
| 32           | 6            | "Eu Estou Colecionando uma Coleção" "I Am Collecting a Collection"                           | 22 de maio de 2006      |
| 33           | 7            | "Que Sorte a Minha!" "Lucky, Lucky Me"                                                       | 19 de junho de 2006     |
| 34           | 8            | "Eu Adoro Mesmo Meus Sapatos Vermelhos" "I Just Love My Red Shiny Shoes"                     | 19 de junho de 2006     |
| 35           | 9            | "A Melhor Amiga de Todas" "My Best Best Bestest Friend"                                      | 3 de julho de 2006      |
| 36           | 10           | "Queria Mesmo Saber o que Estou Plantando" "I Really Wonder What Plant I'm Growing"          | 3 de julho de 2006      |
| 37           | 11           | "Charlie Está Quebrado" "Charlie is Broken!"                                                 | 28 de agosto de 2006    |
| 38           | 12           | "Vou Ser Especialmente Muito Cuidadosa" "I Will Be Especially, Very Careful"                 | 28 de agosto de 2006    |
| 39           | 13           | "Sou sim, Você não É não" "Yes I Am No You're Not"                                           | 4 de setembro de 2006   |
| 40           | 14           | "Eu Estou Muito Muito Concentrada" "I Am Really, Really, Really Concentrating"               | 4 de setembro de 2006   |
| 41           | 15           | "Por favor Me Dá um Pouco do Seu?" "Please May I Have Some of Yours?"                        | 9 de outubro de 2006    |
| 42           | 16           | "Você Pode Acender a Luz?" "Can You Maybe Turn the Light On?"                                | 9 de outubro de 2006    |
| 43           | 17           | "E Se Eu Me Perder no Meio do Nada?" "What If I Get Lost in the Middle of Nowhere?"          | 10 de novembro de 2006  |
| 44           | 18           | "Bem Vindos a Lolalândia" "Welcome to Lolaland"                                              | 10 de novembro de 2006  |
| 45           | 19           | "Será que Dá para Parar de Enrolar" "Will You Please Stop Messing About"                     | 15 de janeiro de 2007   |
| 46           | 20           | "Eu Sei Absolutamente Tudo Sobre o Porquinho da Índia" "I Completely Know About Guinea Pigs" | 15 de janeiro de 2007   |
| 47           | 21           | "Eu não Vou te Esquecer Nunquinha" "I Will Not Ever Never Forget You, Nibbles"               | 26 de fevereiro de 2007 |
| 48           | 22           | "Nunca Jamais Pise nos Riscos" "Never Ever Never Step on the Cracks"                         | 26 de fevereiro de 2007 |
| 49           | 23           | "Cuidando do Seu Planeta" "Look After Your Planet"                                           | 12 de março de 2007     |
| 50           | 24           | "Muitas Palavras Cumpridas" "Too Many Big Words"                                             | 12 de março de 2007     |
| 51           | 25           | "Você Pode Ser Meu Amigo" "You Can Be My Friend"                                             | 20 de abril de 2007     |
| 52           | 26           | "Eu Queria Desenhar Igualzinho a Você" "I Wish I Could Draw Exactly More Like You"           | 20 de abril de 2007     |

### Terceira temporada (2007–2008)
| N.º na série | N.º na temp. | Título                                                                                              | Exibição original      |
| ------------ | ------------ | --------------------------------------------------------------------------------------------------- | ---------------------- |
| 53           | 1            | "Eu Absolutamente Preciso Usar Óculos" "I Really Absolutely Must Have Glasses"                      | 17 de novembro de 2007 |
| 54           | 2            | "Trovões Completamente não Me Assustam" "Thunder Completely Does Not Scare Me"                      | 27 de novembro de 2007 |
| 55           | 3            | "Eu Quero ir para Casa Só um Pouquinho" "I Slightly Want to Go Home"                                | 28 de novembro de 2007 |
| 56           | 4            | "Eu Estou Extremamente Absolutamente Fervendo" "I Am Extremely Absolutely Boiling"                  | 29 de novembro de 2007 |
| 57           | 5            | "Posso Treinar seu Cachorro" "I Can Train Your Dog"                                                 | 30 de novembro de 2007 |
| 58           | 6            | "Nunca Nunca Solte" "Do Not Ever Never Let Go"                                                      | 3 de dezembro de 2007  |
| 59           | 7            | "Nossa Loja Vende Tudo" "Our Shop Sells Everything"                                                 | 4 de dezembro de 2007  |
| 60           | 8            | "Estou Inventando uma Invenção Muito Útil" "I Am Inventing a Usefullish Invention"                  | 5 de dezembro de 2007  |
| 61           | 9            | "Mas Nós Sempre Fazemos Assim" "But We Always Do It Like This"                                      | 6 de dezembro de 2007  |
| 62           | 10           | "Eu não Consigo Parar de Soluçar" "I Can't Stop Hiccupping!"                                        | 7 de dezembro de 2007  |
| 63           | 11           | "Estou Completamente Ouvindo e Escutando Também" "I Am Completely Hearing and Also Listening"       | 10 de dezembro de 2007 |
| 64           | 12           | "Mas Eu não Gostei Tanto Desse Presente" "But I Don't Really Like This Present"                     | 11 de dezembro de 2007 |
| 65           | 13           | "Eu Sei Dançar como uma Dançarina" "I Can Dance Like a Dancer"                                      | 12 de dezembro de 2007 |
| 66           | 14           | "Socorro É Sério!" "Help! I Really Mean It!"                                                        | 4 de abril de 2008     |
| 67           | 15           | "Eu Gostaria Muito de Ficar com Ele" "I Would Like to Actually Keep It"                             | 5 de abril de 2008     |
| 68           | 16           | "Está Chovendo que Chatice" "It's Raining, It's Boring"                                             | 6 de abril de 2008     |
| 69           | 17           | "A Menina Boazinha" "I Am Goody the Good"                                                           | 7 de abril de 2008     |
| 70           | 18           | "É Muito Especial e Extremamente Antigo" "It is Very Special and Extremely Ancient"                 | 8 de abril de 2008     |
| 71           | 19           | "O Que Posso Usar nos Dias das Bruxas?" "What Can I Wear for Halloween?"                            | 15 de abril de 2008    |
| 72           | 20           | "Mas Marv É Absolutamente o Melhor Amigo do Charlie" "But Marv is Absolutely Charlie's Best Friend" | 16 de abril de 2008    |
| 73           | 21           | "Estou Criando uma Nova Mania" "I Am Making a Craze"                                                | 17 de abril de 2008    |
| 74           | 22           | "Mas Onde Exatamente Estamos?" "But Where Completely Are We?"                                       | 18 de abril de 2008    |
| 75           | 23           | "Eu Preciso Muito Mesmo de Patins para Andar no Gelo" "I Really, Really Need Actual Ice Skates"     | 21 de abril de 2008    |
| 76           | 24           | "Eu Queria Fazer Isso, e Isso Também" "I Wish I Could Do That And Also That Too"                    | 22 de abril de 2008    |
| 77           | 25           | "Eu Vou Salvar um Panda" "I Am Going to Save a Panda"                                               | 23 de abril de 2008    |
| 78           | 26           | "Não Tenho Ninguém para Brincar" "I've Got Nobody to Play With"                                     | 24 de abril de 2008    |

### Especiais sazonais
| Título                                                                                       | Dirigido por | Escrito por               | Storyboard por | Exibição original      |
| -------------------------------------------------------------------------------------------- | ------------ | ------------------------- | -------------- | ---------------------- |
| "Quantos Minutos Ainda Faltam para o Natal Chegar?" "How Many More Minutes Until Christmas?" | Kitty Taylor | Dave Ingham e Carol Noble | David Stoten   | 25 de dezembro de 2006 |
| "Nada Mais É Como Era Antes" "Everything is Different and Not the Same"                      | Kitty Taylor | Anna Starkey              | David Stoten   | 3 de novembro de 2007  |